# Station Kermt-Statie
Station Kermt-Statie is een voormalig spoorwegstation langs de Belgische spoorlijn 35 (Leuven - Aarschot - Hasselt) in Kermt, een deelgemeente van de stad Hasselt.
In 1865 werd er ten oosten van de dorpskern van Kermt een station geopend. Nochtans was er op aangedrongen om het station in het midden van het dorp te bouwen. In 1899 werd daar de stopplaats Kermt-Dorp geopend die vanuit het station werd beheerd. Na de sluiting van de stopplaats Kermt-Dorp in 1957 bleef het station Kermt-Statie nog een drietal jaar open.
0,0: Leuven ·
3,8: Holsbeek ·
6,0: Putkapel ·
7,1: Rotselaar ·
9,1: Wezemaal ·
12,3: Gelrode ·
15,5: Aarschot ·
19,3: Langdorp ·
25,2: Testelt ·
28,1: Zichem ·
33,2: Diest ·
38,5: Zelem ·
41,1: Linkhout ·
43,2: Schulen ·
46,5: Spalbeek ·
48,3: Kermt-Dorp ·
49,9: Kermt-Statie ·
53,8: Hasselt